# Ray Halbritter

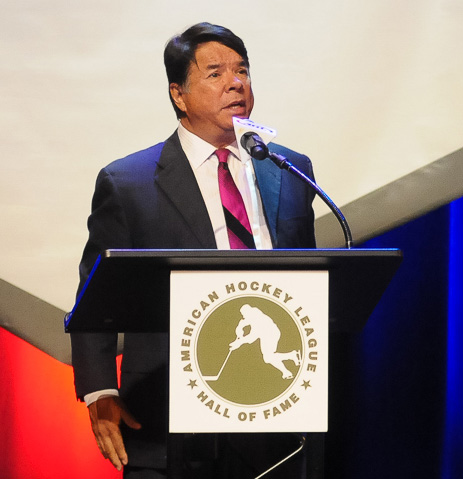
Ray Halbritter

Arthur Raymond „Ray“ Halbritter (* 1951) gehört dem nordamerikanischen indianischen Stamm der Oneida an. Er gilt heute als der mächtigste Oneida überhaupt.
Wie viele Irokesen arbeitete auch Ray Halbritter in jungen Jahren als Eisenarbeiter auf den Wolkenkratzern New Yorks und anderer Großstädte. Gemäß eigenen Angaben war er Anfang 20 und hat in der U-Bahn-Röhre von Washington D.C. Gleise zusammengeschweißt, als er den Arbeiter neben sich angesehen hat, der ebenfalls Indianer war, ungefähr 50, aber aussah wie 80. Da wurde ihm klar, dass er so nicht weitermachen konnte. Halbritter kehrte in das Oneida-Reservat zurück und leistete sich ein Studium an der Harvard Law School.
1990 wurde Ray Halbritter CEO der Oneida Nation. In der Folge verhandelte er erfolgreich mit dem Bundesstaat New York um die Rechte von Glücksspielen. Das Turning Stone Casino wurde das erste Kasino des Bundesstaates und somit auch das erste Kasino der Oneida. Mittlerweile führen die Oneida über ein Dutzend Kasinos und weitere assoziierte Geschäfte wie Luxushotels, Verkaufsläden, Restaurants und Golfplätze.
Ray Halbritter wird von den Oneida zwiespältig betrachtet. Einerseits hat er dem bislang armen Stamm jährliche Einnahmen in dreifacher Millionenhöhe beschert und konnte damit für die Stammesmitglieder eine Reihe von Sozialleistungen wie kostenlose medizinische Versorgung, umfassende Betreuung älterer Menschen, Alkohol- und Drogenberatungsprogramme und Heizkostenzuschüsse finanzieren. Andererseits sehen die Oneida ihre traditionelle Kultur bedroht. Als ihn die Clanmutter als Stammeshäuptling absetzen wollte, setzte er sich kurzerhand über die Regeln des Stammes hinweg und ersetzte die Clanmutter mit einem Rat, den er mit seinen Helfern besetzte. Er kontrolliert die örtlichen Medien, erlaubt keine Treffen mit mehr als fünf Personen und verbietet traditionelle Zeremonien. Oppositionelle Oneida schließt er aus dem Stamm aus.